# Medalha Wilhelm Exner

## Laureados[1]
Dentre os laureados encontram-se 19 prêmios Nobel (situação em 2011).
- 1921 Carl Auer von Welsbach, Wilhelm Exner, Oskar von Miller
- 1922 Carl von Linde
- 1923 Alfred Collmann, Josef Maria Eder, Hubert Engels, Wilhelm Ostwald ( 1909), Rudolf Wegscheider
- 1924 Carl von Bach
- 1925 Rudolf Halter
- 1926 Georg Graf von Arco, Michael Hainisch, Ernst Krause
- 1927 Hugo Junkers, Heinrich Mache
- 1928 Friedrich Gebers, Mirko Gottfried Ros
- 1929 Fritz Haber ( 1918), Paul Ludwik
- 1930 Johann Kremenezky, Hermann Michel, Johannes Ruths
- 1931 Rudolf Saliger, Carl Hochenegg
- 1932 Friedrich Ignaz von Emperger, Otto Waldstein, Carl Bosch ( 1931)
- 1934 Hermann F. Mark, Guglielmo Marconi ( 1909)
- 1935 Wolf Johannes Müller, Arne Frederic Westgren
- 1936 Franz Joseph Emil Fischer, Ferdinand Porsche, Ernest Rutherford ( 1908)
- 1937 Friedrich Bergius ( 1931), Harold Hartley, Ernst Späth
- 1951 Eduard Heinl, Karl Holey, Ludwig Prandtl
- 1952 Richard Kuhn ( 1938), Gustav Adolf Schwaiger
- 1953 Karl Girkmann, Hans Lieb
- 1954 Gustav Franz Hüttig, Berta Karlik, Geoffrey Ingram Taylor, Eduardo Torroja y Miret
- 1955 Ferdinand Campus, Bernhard Moritz Gerbel, Paul Schwarzkopf
- 1956 Johann Arvid Hedvall, Christopher Hinton, Franz Holzinger, Heinrich Sequenz
- 1957 Erika Cremer, Fritz Feigl, Alexander Fleck, Josef Mattauch, Pier Luigi Nervi, Erich Schmid
- 1958 Otto Hahn ( 1944)
- 1959 Richard Neutra, Reinhard Straumann, Carl Wagner
- 1960 Howard Florey ( 1945), Eugène Freyssinet, Lise Meitner
- 1961 John Cockcroft ( 1951), Paul Harteck, Rudolf Vogel
- 1962 Albert Caquot, Theodore von Kármán, Franz Patat
- 1963 Eduard Justi, William Bradford Shockley ( 1956), Philip Sporn
- 1965 Adolf Pucher, Fritz Regler, Adolf Slattenschek
- 1966 Henry Charles Husband, Fritz Stüssi, Friedrich Wessely
- 1967 Karl Kordesch, William Penney, Max Perutz ( 1962)
- 1968 Leopold Küchler, Richard Kwizda, Adolf Leonhard
- 1969 Wernher von Braun, Wolfgang Gröbner, Hans Nowotny, Hermann Oberth, Philip Weiss, Konrad Zuse
- 1970 Otto Kratky, Alastair Pilkington, Charles Hard Townes ( 1964), Herbert Trenkler
- 1971 Willibald Jentschke, Hans List, Karl Ziegler ( 1963)
- 1972 Eberhard Spenke, Heinz Zemanek
- 1973 Otto Hromatka, Richard Kieffer, Bruno Kralowetz, Otto Kraupp, Guido von Pirquet (post mortem)
- 1974 Godfrey Hounsfield ( 1979), Peter Klaudy, Siegfried Meurer, Roland Mitsche
- 1975 Herbert Döring, Klaus Oswatitsch, Ladislaus von Rabcewicz, August F. Witt
- 1976 Ferdinand Beran, Ferdinand Steinhauser, Theodor Wasserrab
- 1977 Viktor Hauk, Fritz Paschke, Erwin Plöckinger, Hans Scherenberg
- 1978 Max Auwärter, Friedrich Ludwig Bauer, Hans Tuppy
- 1979 Alfred Kastler ( 1966), Winfried Oppelt, Ferdinand Anton Ernst Porsche, Christian Veder
- 1980 Ernst Fehrer, Otto Hittmair, Willem Kolff, Günther Wilke
- 1981 Anton Pischinger, Josef Schurz, Adriaan van Wijngaarden
- 1982 Hendrik Casimir, Edmund Hlawka, Stanley Hooker
- 1983 Ernst Brandl, Walter Heywang, Kurt Magnus
- 1984 Adolf Birkhofer, Karl Rinner, Egon Schubert
- 1985 Ernst Fiala, Heinz Maier-Leibnitz, Helmut Rauch
- 1986 Gerhard Dorda, Viktor Gutmann, Horst Dieter Wahl
- 1987 Reimar Lüst, Karl Alexander Müller ( 1987), Otto Vogl
- 1988 Hubert Bildstein, Gyözö Kovács, Helmut Zahn
- 1990 Karl Kraus, Takeo Saegusa, Gernot Zippe
- 1991 Michael J. Higatsberger, Karl Schlögl, Herwig Schopper
- 1992 Peter Komarek, Willibald Riedler, Karl Hermann Spitzy
- 1993 Hellmut Fischmeister, Hans Junek, Aladar Szalay
- 1994 Max L. Birnstiel, Siegfried Selberherr, Josef Singer
- 1995 Gottfried Biegelmeier, Bruno Buchberger, Jozef Schell
- 1996 Ingeborg Hochmair-Desoyer, Herbert Mang, Bengt Gustaf Rånby, Heinrich Klaus Peter Ursprung
- 1997 Hans A. Leopold, Klaus Pinkau, Charles Weissmann
- 1998 Heinz Engl, Heiner Ryssel, Uwe B. Sleytr
- 1999 Henry Baltes, Gottfried Konecny, Peter Schuster
- 2000 Heinz Brandl, Rudolf Rigler, Heinz Saedler
- 2001 Georg Brasseur, Artur Doppelmayr, Friedrich Dorner
- 2002 Hermann Katinger, Ferdinand Piëch, Andreas Plückthun
- 2003 Dietrich Kraft, Helmut List, Hans Sünkel
- 2004 Andreas Ullrich, Meir Wilchek
- 2005 Hermann Kopetz, Jan Egbert de Vries, Anton Zeilinger
- 2006 Hannes Bardach, Shuguang Zhang
- 2007 Wolfgang Zagler, Peter Palese
- 2008 Zdeněk Bažant, Wolfgang Knoll
- 2009 Christian Wandrey, Alan Fersht
- 2010 Ada Yonath ( 2008), Bertil Andersson
- 2011 Manfred Eigen ( 1967), Michael Grätzel[3]
- 2012: Theodor Hänsch ( 2005), Robert Langer, Friedrich Prinz
- 2013: Heinz Redl, Joseph M. Jacobson
- 2014: Thomas J.R. Hughes
- 2015: Gregory Winter
- 2016: Emmanuelle Charpentier, Gero Miesenböck, Stefan Hell ( Química, 2014), Johann Eibl[4]
- 2017: Fabiola Gianotti, Chad Mirkin
- 2018: Zhenan Bao, Paul Alivisatos, Thomas Jennewein, Gregor Weihs
- 2019: Joseph DeSimone
- 2020: Edward Boyden
- 2021: Katalin Karikó, Luisa Torsi